# 俞琳 (明朝)
俞琳（1454年—1530年），字德彰，浙江杭州府臨安縣（今浙江省杭州市临安区）人，明朝政治人物。

## 生平
成化十三年（1477年）丁酉科順天府鄉試第一百三十一名。成化二十三年（1487年），登丁未科三甲第九名進士。授行人。弘治五年七月，升监察御史。弘治八年八月，为鴻臚寺右寺丞。正德五年冬十月，为礼部右侍郎，仍掌寺事。正德十二年七月，为礼部左侍郎，掌通政司。正德十六年十一月，官至工部尚书。
嘉靖三年（1524年）七月，爆發大禮議之爭，俞琳與文武百官等二百餘人長跪左順門，大呼高皇帝及孝宗皇帝者，自晨至午不退。最後朝廷派遣錦衣衛強制驅離，杖斃十餘人。嘉靖五年十二月，致仕歸鄉。嘉靖九年（1530年）五月卒，年七十六。

## 家族
曾祖俞富；祖父俞禮；父俞洪，母鍾氏。慈侍下。